# 아버지의 이름으로
《아버지의 이름으로》(영어: In the Name of the Father)는 아일랜드와 영국에서 제작된 1993년 전기 범죄 드라마 영화이다. 짐 셰리든이 연출, 공동 각본, 제작을 맡았다. 근무 중이 아닌 4명의 영국 병사들과 시민 한 명이 사망한 폭탄 폭발 사건에서 무고하게 범인으로 지목돼 수감 생활을 견뎌야 했던 길퍼드 4인의 실화에 바탕을 두고 있다. 대니얼 데이루이스, 에마 톰프슨, 피트 포슬스웨이트 등이 출연하였다.
1994년 제44회 베를린 국제 영화제 황금곰상 수상작이다. 제66회 아카데미상에서 남우 주연상(데이루이스), 남우 조연상(포슬스웨이트), 여우 조연상(톰프슨), 감독상, 작품상을 비롯하여 7개 부문에 후보로 올랐다.

## 출연진
- 대니얼 데이루이스 - 제리 콘런 역
- 에마 톰프슨
- 피트 포슬스웨이트
- 존 린치
- 코린 레드그레이브
- 비티 에드니
- 패터슨 조지프
- 제라드 맥솔리
- 프랭크 하퍼
- 마크 셰퍼드
- 돈 베이커
- 톰 윌킨슨

## 기타 제작진
- 총괄 제작: 게이브리얼 번
- 공동 제작: 아서 래핀
- 배역: 패치 폴록, 눌라 모이젤
- 미술: 캐럴라인 에이미스
- 의상: 조앤 버긴
- 주제곡: 개빈 프라이데이, 모리스 시저

## 사운드트랙
1. 보노와 개빈 프라이데이 - "In the Name of the Father" (5:42)
2. 더 지미 헨드릭스 익스피리언스 - Voodoo Child (Slight Return) (5:09)
3. 보노와 개빈 프라이데이 - "Billy Boola" (3:45)
4. 더 킹크스 - "Dedicated Follower of Fashion" (3:00)
5. 트레버 존스 - "Interrogation" (7:11)
6. 밥 말리 앤드 더 웨일러스 - "Is This Love" (3:51)
7. 트레버 존스 - "Walking the Circle" (4:42)
8. 신 리지 - "Whiskey in the Jar" (5:44)
9. 트레버 존스 - "Passage of Time" (5:52)
10. 시네이드 오코너 - "You Made Me the Thief of Your Heart" (6:21)